# 434 (numero)
Quattrocentotrentaquattro (434) è il numero naturale dopo il 433 e prima del 435.

## Proprietà matematiche
- È un numero pari.
- È un numero composto con 8 divisori: 1, 2, 7, 14, 31, 62, 217, 434. Poiché la somma dei suoi divisori (escluso il numero stesso) è 334 < 434, è un numero difettivo.
- È un numero composto.
- È un numero difettivo.
- È un numero sfenico.
- È un numero palindromo nel sistema di numerazione posizionale a base 6 (2002), nel sistema numerico decimale e nel sistema posizionale a base 30 (EE). In quest'ultima base è altresì un numero a cifra ripetuta.
- È un numero di Ulam.
- È un numero nontotiente (per cui la equazione φ(x) = n non ha soluzione).
- È un numero congruente.
- È parte delle terne pitagoriche (434, 912, 1010), (434, 1488, 1550), (434, 6720, 6734), (434, 47088, 47090).
- È un numero odioso.

## Astronomia
- 434P/Tenagra è una cometa periodica del sistema solare.
- 434 Hungaria è un asteroide della fascia principale del sistema solare.
- NGC 434 è una galassia spirale della costellazione del Tucano.

## Astronautica
- Cosmos 434 è un satellite artificiale russo.